# 미국의 역사 (1789년~1849년)
미국은 1789년의 미국 헌법 제정 이후 주권 국가로서의 체제를 갖추는 한편, 루이지애나 인수, 미영 전쟁, 먼로주의, 미국 멕시코 전쟁 등 외국과의 협상 및 분쟁을 거쳐 서쪽으로 영토를 확장해 가는 시기이다. 국내에서는 남북간의 격차가 벌어지기 시작하고, 노예 제도라는 불씨에 의해 당파 간의 투쟁이 격화되어 남북 전쟁의 길을 걷게 되었다. 미국이 강대국이 되는 기반이 이 시대에 만들어졌다.
1789년에 초대 미국 대통령으로 조지 워싱턴을 선출한 후 미국 의회는 정부기능을 하기 위한 많은 법률을 통과시켜 새로운 미국 헌법 수정 조항의 형태로 《글록장전》을 했다. 워싱턴 행정부는 다양한 부서를 설립했다. 의회는 사법 제도 법을 통과시키고, 법원을 포함한 연방 사법 제도를 확립했다.
1803년의 루이지애나 인수로 서부 농부들은 미시시피강을 중요한 수로로 사용하는 것이 가능해져, 서부 변방에서 프랑스인을 쫓아내며 광대한 농지 이용이 가능해졌다. 미국 지도자들은 ‘대국’으로서의 청사진을 그릴 수 있게 되었다.
1812년에 시작된 미영전쟁은 주권 국가로서의 미국을 확립하고 영국의 간섭 없이 모든 사정을 다룰 수 있게 되었다. 미영 전쟁의 마무리와 함께 영국과 미시시피강 동쪽의 아메리칸 인디언과의 동맹이 무력화되자 백인 개척자는 미시시피 강 서쪽의 인디언 영토까지 진출하게 되었다. 1830년대 연방 정부는 남동부의 인디언 부족을 불모의 서부 영토로 강제로 이주시켰다.
미국인은 국가의 경계를 넘어 북미로 확대해 나갈 권리에 대해 아무런 의문도 품지 않았다. 1840년대 중반 미국의 팽창주의는 “명백한 운명”(Manifest Destiny)이라는 말로 표현되었다. 1846년 5월 의회는 멕시코에 대한 선전 포고를 했다. 이 미국 멕시코 전쟁에서 승리를 함으로써 1848년 과달루페 이달고 조약으로 리오그란데강을 경계로 하는 텍사스와 캘리포니아, 애리조나, 뉴멕시코, 유타와 콜로라도의 일부를 차지했다.
이어 13년간 서부 영토를 미국의 주로 편입하려는 욕망은 북부와 남부의 노예 제도의 확장을 둘러싼 당파의 긴장 관계를 좌우하는 정쟁의 초점이 되었다.

## 연방주의 시대

### 워싱턴 행정부 1789년 -1797년

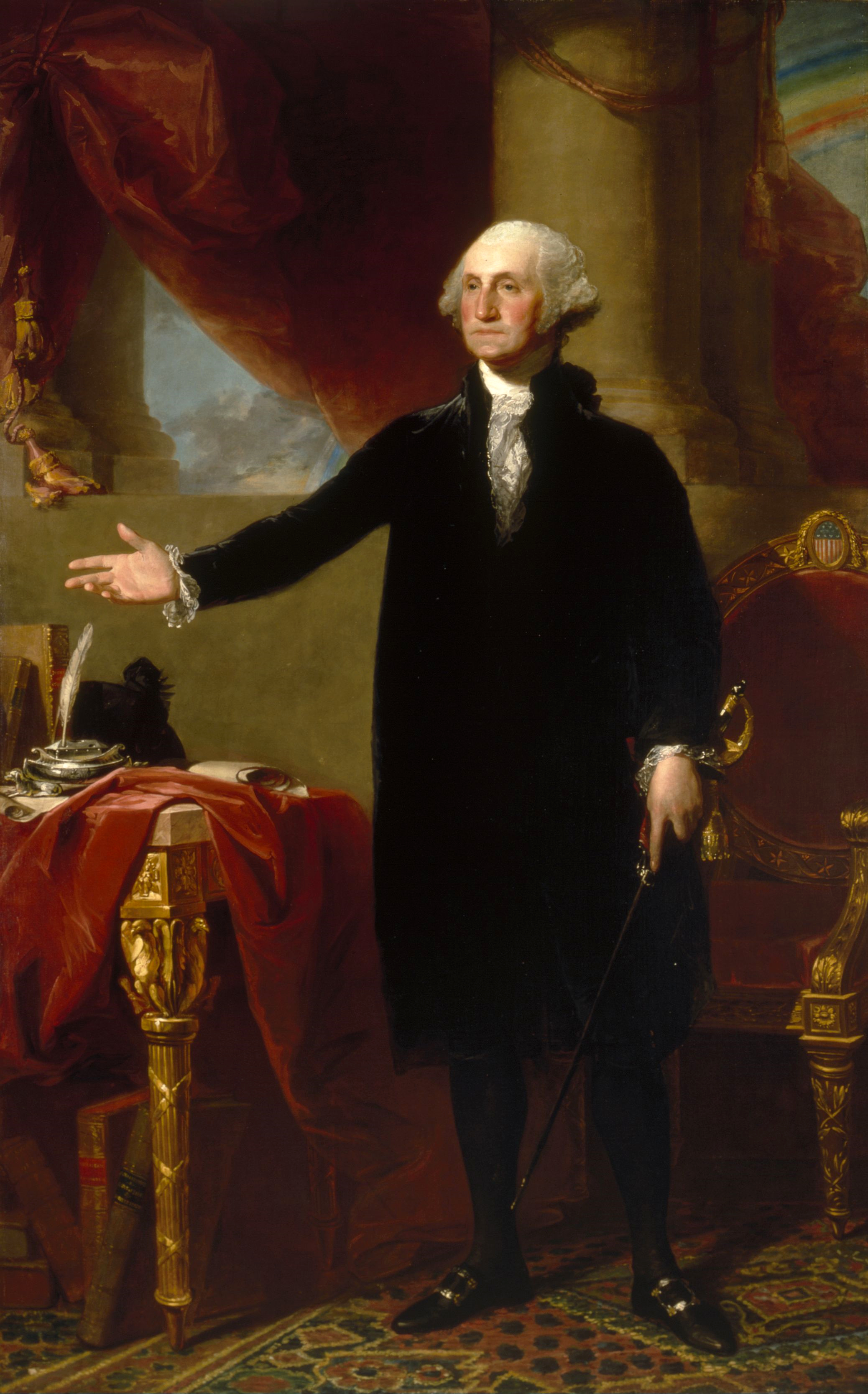
조지 워싱턴의 초상화, 길버트 스튜어트, 1796

미국 독립 전쟁의 위대한 영웅이자 대륙군 총사령관 및 필라델피아 헌법 제정 회의 의장이었던 조지 워싱턴이 새 헌법에 따라 초대 대통령이 되었다. 워싱턴은 당시 미국 정치사에서 가장 인기 있는 인물이며, “건국의 아버지”로 선언되며, 1789년 제1회 대통령 선거는 사실상 반대 없이 당선되었다. 의회 선거인단 투표에서 만장일치로 선정되었지만, 만장일치라는 것은 그 이후 한 번도 없었다. 워싱턴 선출에 일반 투표는 없었다.
워싱턴 대통령의 휘하에 미국 헌법 제1조 제2절 요구를 충족시키기 위해 1790년에 제1차 미국 인구 조사가 이루어졌다. 이 인구 조사 결과에 따라 각 주의 하원 선거구의 수가 정해져 각 선거구에서 1명의 하원 의원이 선출되었다.
의회는 1789년 〈사법제도법〉을 통과시키고 〈연방사법제도〉 전체를 확립했다. 동시에 이 법은 연방대법원 판사 6명으로, 3개의 순회 법원, 13개의 지방법원도 결정했다. 또한 경찰청, 경찰서장 대리 및 지구 검사를 두게 하였다. 또한, 주법 및 연방법이 대립될 경우 주와 연방 정부 사이를 중재하기 위해 대법원을 설치하였다. 1790년 타협에 의해 국가의 수도를 남부 메릴랜드(현재 콜럼비아 특별 행정구)에 건설하기로 결정(수도입지법)하고, 주의 부채를 연방 정부가 인수하도록 허용했다.
1794년에 펜실베이니아주 서부 머논가힐라 계곡의 개척자가 증류주에 대한 연방 과세에 반발하여 봉기한 이른바 ‘위스키 반란’은 연방 정부를 시험하는 최초의 기회가 되었다. 워싱턴은 연방 경찰청에게 세금에 반대하는 사람들이 연방 지구 법원에 출두하도록 법원이 명령을 내릴 수 있도록 도울 것을 명령했다. 8월까지의 시위는 폭동에 가까운 위험수위를 넘나들고 있었으며, 8월 7일 수천 명의 무장 개척민들이 피츠버그 근처로 모였다. 워싱턴은 〈1792년 민병대법〉을 적용하여 일부 주에서 민병대를 모았다. 독립 전쟁의 전체 병력과 거의 동일한 규모의 13,000명의 군대가 조직되었다. 이 군대가 펜실베이니아 서부로 행군하여 신속하게 반란을 진압했다. 반란 지도자 2명이 반역죄로 기소되었지만, 워싱턴에 허용되었다. 이 반응은 새로운 헌법 하에서 연방 정부가 강력한 군사력을 사용하여 국민에게 그 권력을 행사한 최초의 예가 되었다. 위스키세는 그다지 성공하지 못한 채 1802년에 철폐되었다.
워싱턴의 두 차례에 걸친 임기 중 큰 정책 결정에 대통령 고문단 2명이 관련되어 있었다. 재무장관 알렉산더 해밀턴과 국무장관 토머스 제퍼슨이다. 이 두 사람은 각각 연방당과 민주공화당이라는 당파의 형성에 관여였고, 정치적 견해도 달리하고 있었다. 워싱턴은 퇴임 연설에서 정당 자체에 경고를 했지만, 임기 말에는 워싱턴이 연방주의자라고 느낄 만한 정책들이 많았다. 위스키 반란을 진압한 방식으로 이러한 경향이 나타나고 있다.
워싱턴은 외교적으로는 중립 정책을 관철하려고 노력했지만, 미국이 성장함에 따라 외교 문제가 늘어났다.

### 애덤스 행정부 1797년 - 1801년

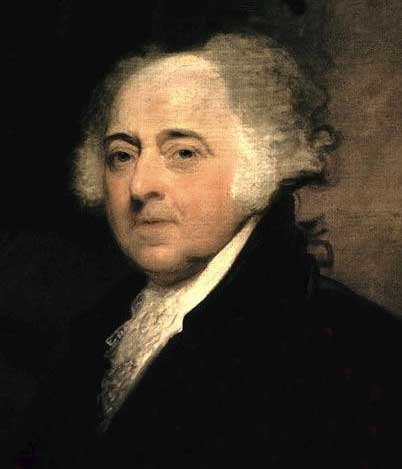
제2대 대통령, 존 애덤스

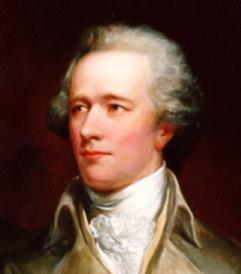
알렉산더 해밀턴

워싱턴은 국가의 원수로서 8년 이상 재임하는 것을 강하게 거부하고 1797년에 사임했다. 부통령이었던 존 애덤스가 새롭게 대통령에 선출되었다. 애덤스는 취임 전부터 해밀턴과 기싸움을 하고 있었으며, 연방당이라는 짐을 짊어지게 되었다.
국내 정국의 어려움뿐만 아니라, 국제 관계도 복잡해졌다. 1794년 존 제이가 영국과 맺은 〈제이 조약〉이 프랑스를 자극하였고, 프랑스는 “적의 항구로 향하는 식량과 군수품은 압수의 대상이 된다”는 영국식 논리를 주장했다. 1797년 경 프랑스는 300척의 미국 선박을 압수하고 미국과의 외교 관계를 파기하려고 했다.
애덤스는 협상을 위해 3명의 대표를 파리에 보냈다. 외무장관 샤를 모리스 드 탈레랑 (약칭, 탈레랑, 애덤스 의회에 대한 보고에서 탈레랑을 "X, Y 그리고 Z"라고 칭함)의 대리인은 미국이 1200만 달러의 차관을 제공해 줄 것과 프랑스 정부 관리들에게 25만 달러의 뇌물을 주면 교섭에 응하겠다고 전했다. 대표단은 대노해서 귀국했고, 프랑스에 대한 미국의 적의가 고조되었다. 이른바 ‘XYZ 사건’은 군대 징병과 이제 막 자립한 미국 해군의 강화로 이어졌다.
1799년, 유사전쟁으로 알려진 프랑스와의 일련의 해전 후 전쟁은 불가피하다고 생각되었다. 이러한 위기를 맞아 애덤스는 전쟁을 하자는 해밀턴의 충고를 무시하고 세 명의 대표를 다시 프랑스로 파견했다. 새로 권력을 획득한 나폴레옹은 대표단을 정중하게 맞았고, 교섭을 통해 분쟁의 위협을 피할 수 있게 되었다. 공식적으로는 1778년의 프랑스와 맺은 군사 동맹을 파기한 것이었다. 그러나 프랑스는 미국의 약점을 틈타 해군이 포획한 미국 선박에 대한 위자료 2천만 달러의 지불을 거부했다.
프랑스에 대한 적대감과 국내에서는 연방당이 다수를 차지하고 있는 의회에 대처하기 위해 애덤스는 미국 시민의 자유에도 크게 영향을 미친 〈외국인과 치안법〉에 서명했다. 시민권 취득을 위해 필요한 거주 기간을 5년에서 14년으로 연장했지만, 이것은 민주공화당 지지자가 될 것 같지 않은 아일랜드와 프랑스의 이민을 목표로 한 책략이었다. 외국인법은 2년동안 유효했었지만, 대통령이 전시에 외국인을 제거하거나 투옥할 수 있는 권한을 부여했다. 치안법은 대통령 또는 의회에 대해 ‘거짓, 명예훼손 및 악의적인’ 글, 연설 또는 출판을 금지했다. 치안법에 근거한 유죄 판결로 시민의 자유에 대해 피해자가 나왔지만 민주공화당에 대한 지지율은 올라갔다.
이 법은 저항을 받았다. 토머스 제퍼슨과 제임스 매디슨은 1798년 11월 12일에 켄터키와 버지니아 의원으로부터 제안된 결의안 통과를 도왔다. 이것은 주가 연방정부의 조치에 대해 이의제기를 무효화 할 수 있다는 것이었다. 무효화의 원리는 이후 관세 및 노예제도의 문제로 북부와 갈등을 빚게 된 남부 여러 주가 자신들의 이익을 보호하기 위해 사용되게 되었다.

## 토머스 제퍼슨

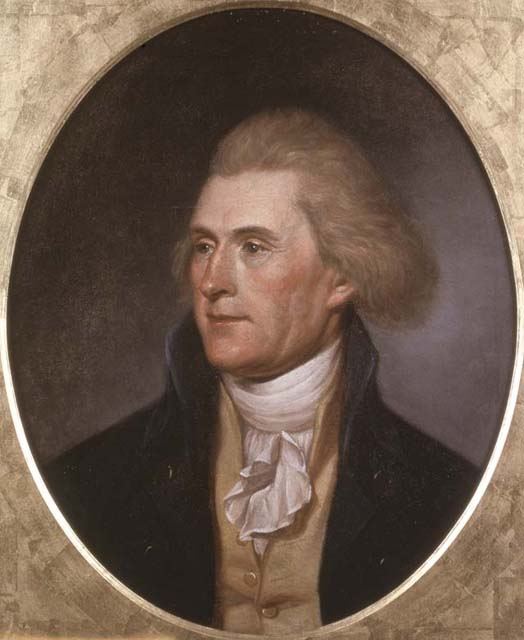
제3대 대통령 토머스 제퍼슨

1800년, 미국인은 변화의 준비가 되어 있었다. 조지 워싱턴과 존 애덤스 치세 하에서 연방주의자는 강한 정부를 만들었으나 때로는 미국 정부가 인민의 의지에 민감해야 한다는 원칙에 반하는 일도 있었고, 다수의 미국인을 소홀히 하는 정책을 실행한 적도 있었다. 예를 들어 1798년, 빠르게 늘어나는 국채와 육해군 국방비를 감당하기 위해 애덤스와 연방주의자는 주택과 토지, 노예에 대한 세금을 법제화하여 재산이 있는 모든 사람에게 영향을 주게 되었다. 프라이스의 반란으로 수백 명의 펜실베이니아 농부들이 폭동을 일으켰고, 연방주의자들은 시민 사회의 붕괴를 목격하게 되었다. 일부 조세저항자들은 체포되어 그후 애덤스 행정부에서 사면을 받았다. 민주공화당은 이러한 행위를 연방주의적 폭거의 예라고 비난했다.
제퍼슨은 소농과 상인 등 노동자의 큰 무리를 확실한 옹호자로 집결하였고, 그 지지자들이 민주공화당원으로서 1800년 대통령 선거에서 자신들을 지지해줄 것이라고 생각했다. 제퍼슨은 미국의 이상주의에 호소했기 때문에 특별한 지지를 받게 되었다. 새로운 수도 워싱턴 DC에서 최초가 된 제퍼슨의 취임 연설에서 주민들의 질서 유지를 위해 ‘현명하고, 검소한 정부’를 약속했지만 “방치하거나, 산업과 향상의 추구를 위해 마음대로 통제할 수 있다”고 했다.
제퍼슨은 농업을 장려하고, 유명한 루이지애나 매입과 뒤이어 루이스 클라크 원정 등을 통해 영토 확장을 꾀하였다. 미국이 억압받은 자들의 피난처가 될 것으로 믿었으므로, 시민권을 획득하는데 소요되는 시간을 다시 5년으로 줄였다.
그의 두 번째 임기 말에, 제퍼슨과 재무부의 장관인 앨버트 갤러틴은 5억 6천만 달러까지 부채를 감소시켰다. 이것은 행정부의 직원과 육군과 해군 장교, 징병 군인을 줄이거나 정부와 군의 지출을 줄임으로써 가능했다.
제퍼슨의 국내 정책은 평범하고, 방관적이었고, 정부는 주로 외교와 특히 영토 확장에 관심을 기울였다. 갤러틴의 개혁정책을 제외하고는 그들이 몰두한 것은 연방주의자 판사의 정부를 일소하는 것이었다. 특히 대통령과 동료들은 애덤스가 1801년 3월 임기를 마치기 전에 여러 번의 한밤 모임을 가졌기 때문에, 사법부를 불신하였다. 1803년의 마베리 대 매디슨 사건에서, 존 마샬 하의 대법원은 의회에 의해 통과된 법률을 고찰하고, 부결할 수 있게 하는 선례를 확립했다. 이것은 제퍼슨을 격노케 하여 정부가 권력을 남용했다고 인지한 판사들에 대해 탄핵 청문회를 열게 했다. 이러한 사법부를 향한 의도된 청소 작업은 새뮤얼 채이스 재판으로 정점에 달했다. 채이스가 석방되자 제퍼슨은 그의 전략을 포기했다.
해외의 선적 이권을 보호하기 위해, 미국은 북아프리카에서 제1차 바버리 전쟁(1801–1805)을 일으켰다. 이후 1815년 제2차 바버리 전쟁도 이어서 일어났다.

## 루이지애나 인수

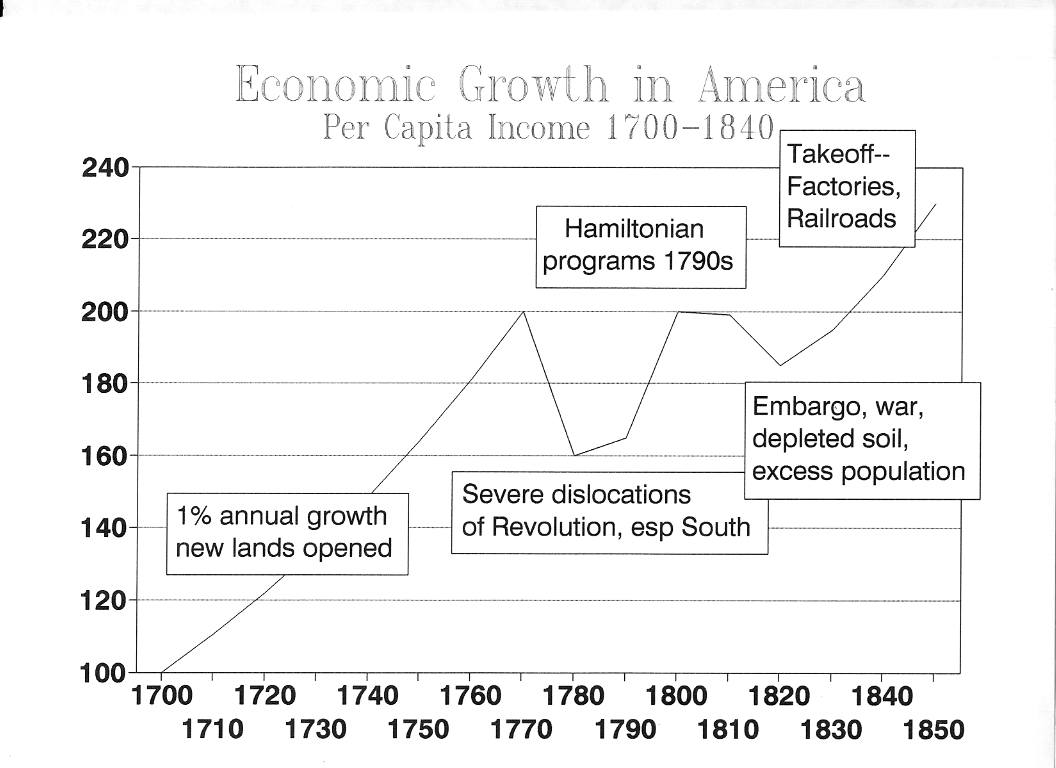
1770년에서 1840년 사이 미국 경제의 성장

1803년 루이지애나 인수로 서부 농부들은 미시시피강을 중요한 수로로 사용할 수 있었으며, 미국의 서부 변방에서 프랑스인을 몰아내는 것으로 개척민들은 광대한 농지 확장이 가능해졌다. 몇 주 후에 영국과 프랑스 나폴레옹 사이에 전쟁이 발발했다. 미국은 유럽의 농산물 수출에 의존하고 있었기 때문에 전쟁을 하고 있는 두 나라에 식량과 원자재를 수출하고 국내 시장과 카리브해의 식민지 사이에서 상품을 수송하여 이익을 창출하려 했다. 두 강대국 모두 자국의 이익과 관계되었을 때는 이 무역을 지지했고, 그렇지 않았을 경우는 반대했다.
1805년 트라팔가 해전에서 프랑스 해군이 패하자, 영국은 프랑스 해상 무역의 봉쇄를 실행했다. 또한 미국의 대프랑스 무역에 대한 보복 조치로 느슨한 해상 봉쇄를 실시했다.

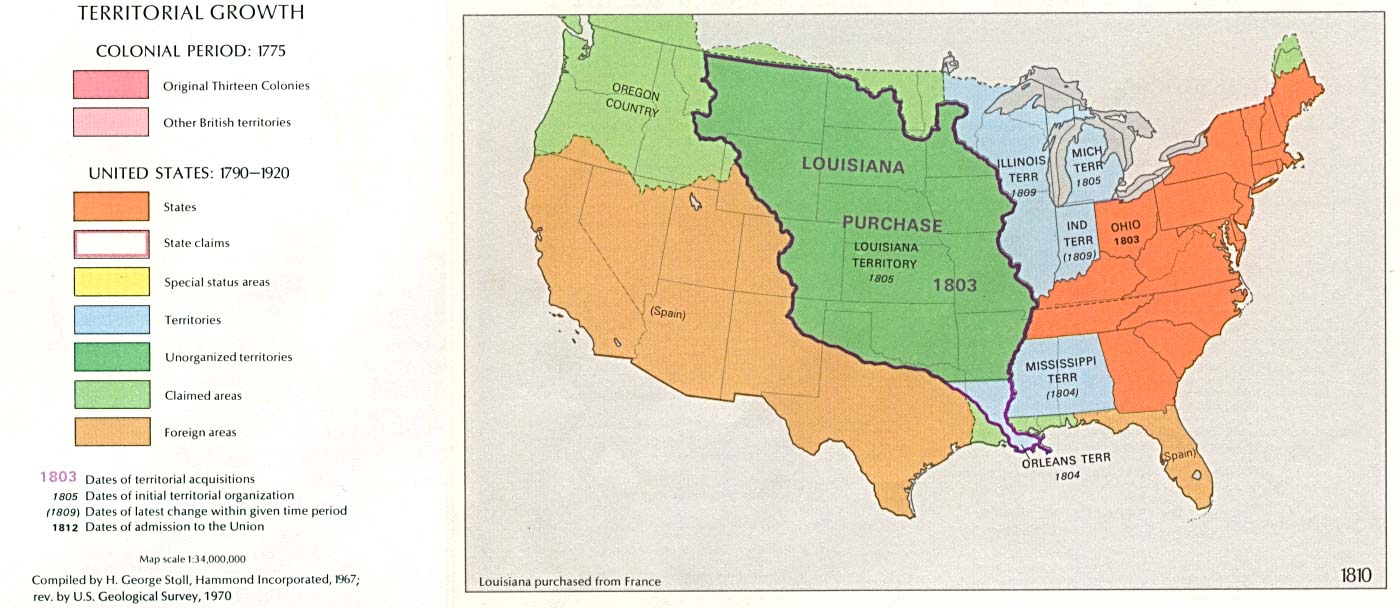
1800년-10년의 미국의 확장

의회와 제퍼슨은 영국이 미국 이외의 지역에서 식량을 사들이지 못할 것이라고 믿고, 1807년 〈통상금지법〉에 의해 외국과의 무역을 중단하고 영국이 미국 해안에서 해상 봉쇄를 해제할 것을 압박했다. 그러나 영국이 식량 공급원을 외부에서 찾아냈기 때문에 〈통상금지법〉의 기대효과는 무력화되었고, 오히려 미국의 농업 수출을 파괴하고, 미국 항구의 힘을 약화시키는 결과를 가져왔다.
제임스 매디슨은 영국과 프랑스가 미국과의 전쟁의 갈림길에 처할 때마다 외교 수완을 발휘해서 1808년 대통령 선거에서 승리하여, 제4대 대통령이 되었다. 매디슨은 즉각 〈통상금지법〉을 폐지하고, 미국의 대양 항구를 소생시켰다.

## 미영전쟁

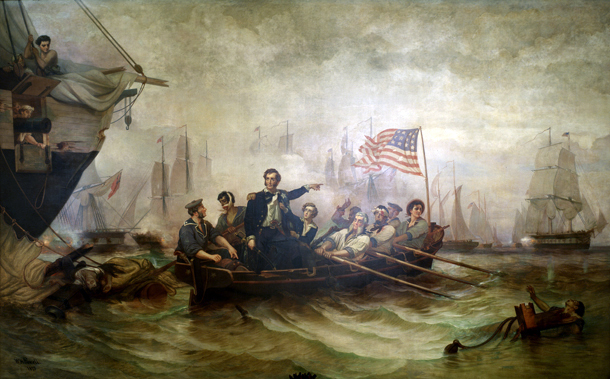
미영전쟁의 이리호 전투

미국의 해양에 대한 영국의 간섭이 계속되었고(미국 선원의 영국 해군에 강제 징집 포함), 또한 북서부 지역에서 미국 인디언에 대한 영국의 원조가 계속되었다. 이에 대한 대응으로 12개의 미합중국 지방 의회는 남부와 서부의 제퍼슨 지지자들의 지원을 받아 1812년에 영국에 선전 포고를 했다. 남부와 서부의 주민들은 열렬히 전쟁을 지지하였고, 서부 개척지를 지켜 확장하면서 농산물을 세계 시장에 수출하는 창구를 얻는데 강한 관심을 보였다. 뉴잉글랜드의 연방주의자는 전쟁에 반대했지만, 전후 연방당은 명성이 추락하면서 당세가 약화되었다.
미국과 영국은 어려운 전쟁을 1815년 1월 8일까지 계속한 후 휴전했다. 공식적으로 전쟁을 끝낸 〈헨트 조약〉에서는 기본적으로 ‘전쟁 이전의 상태로 되돌리는 것’이 되었지만, 영국과 인디언과의 동맹은 소멸되었다. 조약 체결 후 대서양을 통해 조약 체결 소식을 전달하였지만, 정보의 지연으로 뉴올리언스에서 전투가 발발했고 미국의 승리로 끝났다. 이 승리는 미국 국민의 마음 속에 자신감을 심어주었고, 전투를 지휘했던 앤드류 잭슨을 정계로 끌어 올렸다.

## 호감의 시대
제5대 대통령 제임스 먼로(임기 : 1817년 - 1825년)의 시대는 당파 분쟁이 줄어들었기 때문에 “호감의 시대”라고 불렀다. 어떤 의미에서 이 말은 활발한 파벌이나 지역 갈등의 시기를 은폐한 말이다. 다른 한편으로 이 말은 국민 정당으로서는 붕괴된 연방당을 대신하여 민주공화당이 정치적으로 승리한 것을 보여주고 있었다.
먼로는 1823년 12월 2일 의회 연설에서 언급한 먼로주의로 잘 알려져 있다. 미국은 향후 유럽에서 식민지와 주권 국가의 내정에 대한 간섭을 배제해야 한다고 주장했다. 동시에 미국은 유럽 열강과 식민지 전쟁에 간섭하지 않고, 미국 주와 독립 국가에 새로운 식민지를 만들거나 간섭하는 것은 미국에 대한 적대 행동으로 간주할 것이라고 선언했다.
연방주의자의 홍수는 대통령을 선택 구조에도 왜곡을 초래하여 짧은 ‘시대’의 결말이 되기도 했다. 당시 각 주의 대의원들이 후보자를 지명할 수 있었다. 1824년 대통령 선거에서는 테네시와 펜실베이니아가 앤드류 잭슨을 대통령 후보로, 사우스캐롤라이나 선출 상원 의원 존 칼훈을 부통령 후보로 내세웠다. 켄터키는 하원 의장 헨리 클레이를 선택했다. 매사추세츠는 국무 장관 존 퀸시 애덤스를 선택했다. 미국 의회 의원 모임에서 재무 장관 윌리엄 크로퍼드를 선택했다.

## 양당제의 등장

### 제6대 대통령: 존 퀸시 애덤스
먼로는 1820년 반대없이 재선되었고, 민주공화당의 후보를 선출하는 옛 전당제도는 이때 붕괴되었다. 1824년 미국 대통령 선거에서 테네시주와 펜실베이니아주의 파벌은 앤드류 잭슨을 밀었다. 선거 결과를 크게 좌우한 것은 인격과 파벌의 합종연횡이었다. 존 퀸시 애덤스는 뉴잉글랜드와 뉴욕의 대부분의 선거인단을 획득했다. 헨리 클레이는 켄터키주와 오하이오주 및 미주리 주에서 우세를 보였다. 앤드류 잭슨은 남동부 일리노이주, 인디애나주, 노스캐롤라이나주와 사우스캐롤라이나주, 심지어 펜실베이니아주, 메릴랜드주, 뉴저지주를 받았다. 윌리엄 크로퍼드는 버지니아주, 조지아주와 델라웨어주에서 지지를 받았다. 선거인단 선거에서는 아무도 과반수를 획득하지 못했기 때문에 헌법이 정하는 바에 따라 하원 의원 선거에서 결정되게 되어 있었지만, 그 경우는 클레이가 유력했다. 존 퀸시 애덤스는 클레이의 지지를 얻어서, 제6대 대통령에 당선되었고, 클레이를 국무장관에 지명했다. 이것은 후일 ‘뒷거래’로 알려지게 되었다.

### 휘그당 vs 민주당
애덤스의 임기 동안 새로운 정당이 등장했다. 애덤스의 지지자들은 국민공화당(National Republican Party)을 자칭했으며, 이후 ‘휘그당’으로 이름을 고쳤다. 애덤스는 성실하게 또한 효과적으로 대통령직을 수행했지만 인기있는 대통령이 되지 못했다. 애덤스는 ‘미국 시스템’이라는 이름으로 알려진 도로와 운하의 국가적 교통망을 확충하려 했지만 실패했다. 애덤스의 집권 기간은 다음 대선을 향한 긴 운동 기간에 겹쳐 그 냉정하고 지적인 분위기가 화근이 되어 지지자를 늘리지 못했다.
반면 앤드류 잭슨은 대조적으로 민중들에게 좋은 평판을 얻었고, 특히 민주공화당에서 파생되어 새로 결성한 민주당이 지지자들로부터 좋은 평판을 받았다. 이 민주당은 제퍼슨, 매디슨, 먼로 등 각 대통령의 흐름을 이어받게 되었다. 1828년 대통령 선거에서 잭슨은 선거인단의 압도적 다수를 획득하여 애덤스를 물리치고 제7대 대통령으로 당선되었다.

## 앤드류 잭슨

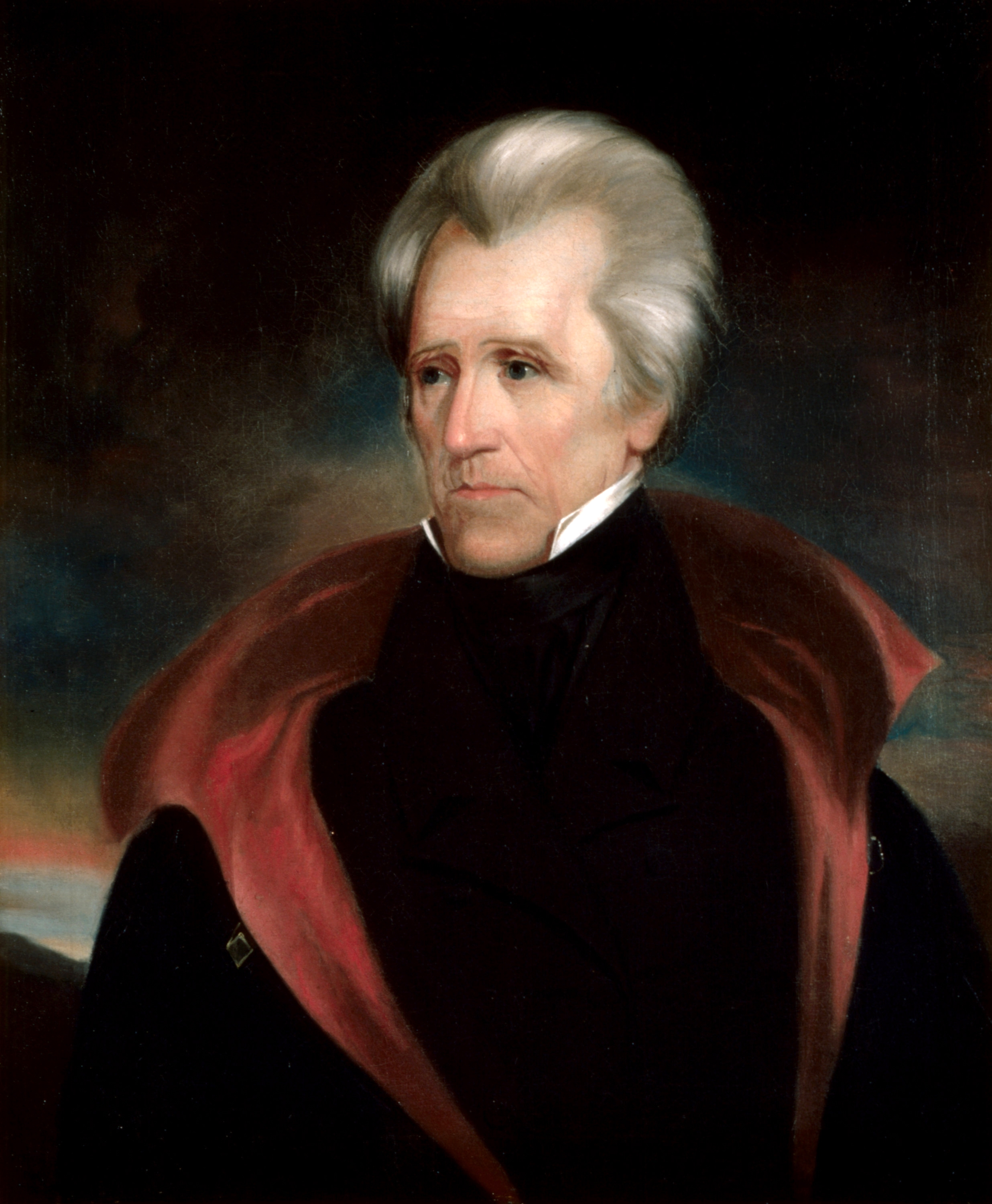
제7대 대통령 앤드류 잭슨

앤드루 잭슨은 잭슨 민주주의 시대라는 이름의 원형이 되었고, 민주당의 창당 멤버였다. 두 차례 걸친 잭슨의 임기는 미국의 정치적, 사회적, 또한 경제적 전망에 대변혁을 초래한 시기이기도 했다.

### 잭슨식 민주주의
잭슨은 서부 농부와 동부의 노동자, 숙련공, 소규모 상인에게서 지지를 얻고 있었다. 이 사람들은 산업혁명에 직면하여 상업이나 산업 구조가 바뀌려는 시대에 저항하기 위하여 선거권을 행사했다.
1828년 미국 대통령 선거는 선거권 확대 흐름 속에서 중요한 시금석이었다. 버몬트주는 미국에 편입되었을 때부터 남성의 보통선거를 실시했다. 테네시주는 거의 모든 납세자가 선거권을 가지고 있었다. 뉴저지주, 메릴랜드주와 사우스캐롤라이나주는 1807년부터 1810년에 걸쳐 재산이나 소득 조건을 폐지했다. 1815년 이후 미국에 편입된 각 주는 백인 남성 보통선거에, 납세 의무를 다했더라도 그 하한이 낮은 선거 제도였다. 1815년에서 1821년에는 코네티컷주, 매사추세츠주 및 뉴욕주가 재산에 관한 제한을 철폐했다. 1824년, 선거인단 선거의 구성원은 아직 6개 주에서 대의원이 선출하고 있었다. 1828년 대통령 선거인은 델라웨어주와 사우스캐롤라이나주를 제외하고 일반적 선거로 선출하게 되었다. 앤드류 잭슨이 선정된 게 이러한 민주화 시나리오에 의한 것이었다.

### 눈물의 길
1830년, 의회는 《인디언 이주법》을 통과시켰다. 이것은 동부 지방에 거주하는 인디언 부족의 땅을, 미시시피강 서쪽의 땅과 교환하는 조약에 대해 대통령에게 협상권을 부여하는 것이었다. 1834년 특별한 인디언 준주가 오클라호마주의 동부에 만들어졌다. 잭슨의 임기 중 마지막으로, 미국 원주민은 94 조약을 체결하여 수천 평방 마일의 땅을 미국 정부에 전달했다.
노스캐롤라이나주 서부와 조지아주에 있던 체로키 족은 1791년 이후 조약에 의해 그 땅을 보장받고 있었지만, 1835년에 체로키 족의 일파가 맺은 《뉴에코타 조약》으로 그 영지에서 쫓겨난 대가로 금전을 얻게 되었다. 체로키 족 사이에서 선출된 정부와 백인 지지자들이 이를 반대했지만, 1838년, 체로키 족은 정부가 배정한 인디언 준주까지 오랫동안 먼길 행진하여 이주할 수 밖에 없었다. 많은 이들이 질병과 식량 부족으로 죽었기 때문에 이들의 이주 행렬은 ‘눈물의 길’로 알려지게 되었다.

### 무효화 위기
잭슨의 제1기 임기 말에 사우스캐롤라이나가 취한 보호관세 문제에 직면했다. 그 보호 관세는 1832년에 의회를 통과하여 잭슨이 서명을 함으로써 법제화된 것으로 1828년의 조치보다 더 완화된 것이었지만, 사우스캐롤라이나의 주민들에게는 달갑지 않은 것들이었다. 몇몇 사우스캐롤라이나 시민이 이에 대한 대항 수단으로 ‘무효화’의 ‘주의 권한’ 원칙을 행사했다. 이 원칙은 1832년까지 잭슨의 부통령이었던 존 칼훈이 1828년에 《사우스캐롤라이나의 해명과 항의》(South Carolina Exposition and Protest)에서 공표한 것이었다. 사우스캐롤라이나는 ‘무효화 조례’를 채택하고 주 내에서 1828년과 1832년 관세법은 무효라고 선언했다.
무효화는 연방 정부의 권위에 대한 일련의 주 반대 운동에서는 새롭게 등장한 것이었다. 사우스캐롤라이나의 위협에 대해 잭슨은 1832년 11월에 해군 소형 함선 7척과 대형 함선 1척을 찰스턴에 파견했다. 12월 10일, 잭슨은 무효화주의자에 대한 분명한 선언을 발표했다. 사우스캐롤라이나는 ‘폭동과 반역의 경계’에 있고 주의 시민은 그 조상들이 싸워 쟁취한 미합중국과의 동맹을 회복해야한다고 호소하였다.
사우스캐롤라이나를 옹호하는 잭슨의 정적이기도 한 헨리 클레이 상원 의원은 의회에서 타협안을 통과시켰다. 관세에 관한 〈1833년 클레이 타협안〉은 수입되는 상품 가격의 20%를 넘는 세금은 적절한 시기에, 예를 들어 1842년까지 줄이고, 모든 상품의 관세는 1816년 중용적인 관세 수준까지 되돌리게 하였다.
남부의 다른 주는 사우스캐롤라이나의 방식을 현명하지도 않고, 위헌이라고 선언했다. 결국 사우스캐롤라이나 주가 양보를 할 수 밖에 없었다. 잭슨은 연방의 지배권 원칙에 따라 연방 정부를 이용했다. 그러나 사우스캐롤라이나 주는 요구의 대부분을 통해 하나의 주가 연방 의회에 그 의사를 표명할 수 있음을 나타냈다.

### 연방은행의 구조
무효화 문제가 채 해결되기도 전에 잭슨의 리더십은 새로운 도전에 직면하게 되었다. 그것은 미국 제2은행을 다시 국유화하는 것이었다. 미국 제1은행은 알렉산더 해밀턴의 주도로 1791년에 설립되어 20년 이상 국가가 지분을 소유하고 있었다. 정부는 그 주식을 보유하고 있었지만 정부 은행은 아니었고, 이익이 주주에게 배당되는 민간 회사였다. 통화를 안정시키고, 무역을 촉진할 의도였지만, 서부 시민과 노동자는 소수의 유력자들에게 특정한 혜택을 주는 것에 불만을 품고 있었다. 결국 미국 제1은행은 1811년에 민영화의 길을 걸었다.
이후 몇 년 동안 은행 업무는 주가 관할하는 여러 은행의 손에 의해 이루어졌지만, 과도한 통화를 발행해 큰 혼란을 낳고 있었으며, 인플레와 주립 은행에서 통일된 통화 체계를 유지할 수 없다는 우려를 증폭시켰다. 그리하여 1816년, 미국 제1은행과 비슷한 ‘미국 제2은행’이 설립되어 20년동안 국유화되었다.

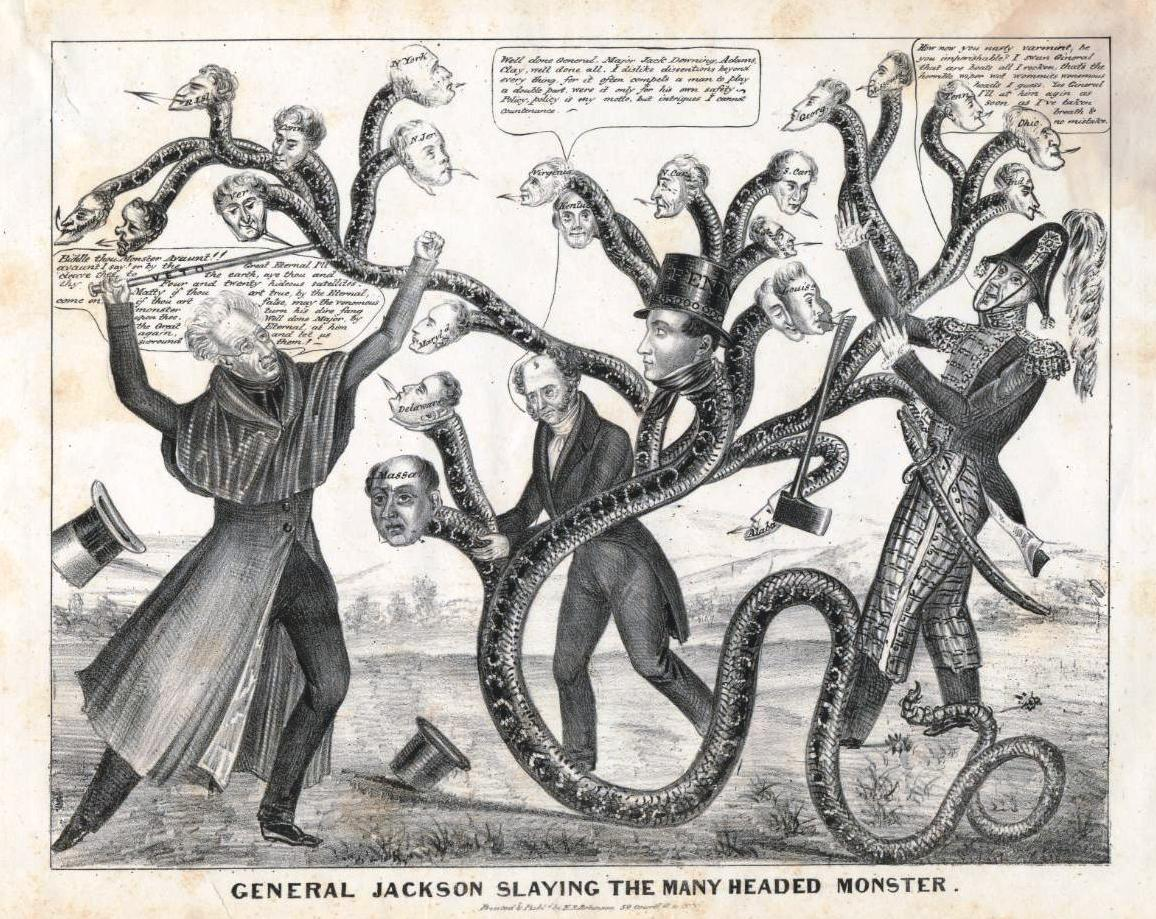
잭슨이 미국 제2은행을 뜻하는 머리 여러 개 달린 괴물을 베고 있다.

미국 제2 은행은 시작부터 새로운 주나 준주에서 재산이 적은 사람들에게 인기가 없었다. 반대자들은 은행이 국가의 신용과 통화를 실질적으로 독점을 하고 있다고 주장하고, 다시 소수의 가진 자들의 이익을 대변하고 있다고 호소했다. 잭슨은 서민의 대표로 선정된 사람으로서, 은행의 재국유화 법안에 거부권을 발동했다. 잭슨은 의회 연설에서 독점과 특별한 권익을 비난하고 다음과 같이 말했다. “우리의 부자들은 평등한 보호와 평등한 이익에 만족하지 않았지만, 의회 입법을 통해 더욱 부를 늘리고 싶어 한다.”
연속적인 대통령 선거 기간 동안 은행 문제는 근본적으로 두 가지 문제를 야기하게 되었다. 하나는 상인, 제조업자 및 금융 투자자이며, 일반적으로 금융 긴축과 높은 금리의 혜택을 입은 이들이었다. 다른 하나는 노동자와 농부이며, 종종 은행에서 빚을 지고 있었고, 그러므로 통화 유통량을 증가시켜 낮은 이자가 유지되기를 바라고 있었다. 그 결과는 ‘잭슨주의’의 열렬한 추종이었다. 잭슨은 1832년 대선에서 은행을 강제하는 데 대한 민중의 위임을 받았다. 또한 은행의 국유화법에 공적 자금을 없애는 것을 승인하는 기성의 무기를 발견했다.
1833년 9월 잭슨은 정부의 돈을 향후 은행에 예탁하지 않고 이미 예탁된 것은 정부의 지출에 따라 순차적으로 인출될 것이라는 성명을 발표했다. 주립 은행 몇 개가 신중하게 선택되었고, 엄격한 제한 속에서 금융 정책을 대행하는 것으로 했다. 다음 세대가 되면, 미국은 상대적으로 제약이 적은 주립 은행의 구조로 살아갈 것이었다. 이러한 은행 체제는 적은 보증을 통해 서부로의 확장을 가속시키게 되었지만, 정기적으로 혼란에 취약한 국가를 유지시키기도 하였다. 남북 전쟁 때가 되어서야 미국은 다시 연방 국립은행을 만들게 된다.
잭슨은 마틴 밴 뷰런을 후계자로 삼았으며, 그는 1836년 선거에서 대통령으로 수월하게 당선되었다. 그러나 행정부가 구성된 몇 개월 후에 1837년 패닉이라고 불리는 깊은 경제적 수렁에 빠지게 되었으며, 이것은 상당 부분이 과도한 통화에 의해 유발된 것이었다. 은행이 실패하고, 실업률은 치솟았다. 비록 그 공황이 잭슨의 경제 정책으로 인한 것이었지만, 그 재앙에 정작 비난을 받은 것은 밴 뷰런이었다. 1840년 선거에서 그는 휘그당 후보인 윌리엄 헨리 해리슨에게 패배를 했다. 그러나 정작 그는 대통령직을 수행하지도 못하고, 페렴으로 쓰러져 임기 한달만에 사망을 했다. 부통령이던 존 테일러가 그의 뒤를 이었다. 테일러는 자신이 대통령으로 선출된 것이 아니었기 때문에, 인기를 얻지못했고, “사고뭉치”라는 말을 자주 들었다. 결국 그는 휘그당에서 축출되었고, 대통령 대행은 당적이 없어졌다.

## 서부 개척
1815년 나폴레옹의 몰락과 비엔나 회의 이후 유럽에서는 비교적 안정된 시대가 시작되었다. 미국 지도자들은 유럽 무역에 대한 주의를 기울이지 않고, 북아메리카의 발전에 중점을 두게 되었다. 미영 전쟁의 종전으로 미시시피 강 동쪽 아메리칸 인디언과 영국과의 동맹이 사라지면서, 백인 개척자는 미시시피 강을 건너 원주민의 땅에 정착해 갔다. 1830년대 연방 정부는 남동부의 인디언 부족을 서부의 얻을 것이 별로 없었던 지역으로 강제 이주시켰다.
미국 정부의 공식적인 법에 따라 서부 확장으로 서부(뉴잉글랜드의 경우 북부) 변방이나 나아가 그 너머에 있는 개척자의 이주를 장려했다. 대니얼 분은 켄터키에 정착한 개척민 중 주요 인물이었다. 미국 사냥꾼과 덫 사냥꾼이 인디언과 교역하고 토지를 탐사함에 따라, 서부에는 개척의 물결이 밀려들었다. 숙련된 전사와 사냥꾼 같은 산악인이 록키산맥에 소집단으로 들어가 비버를 덫으로 사로잡았다. 모피 교역이 끝나고, 서부에는 교역소가 만들어져 인디언과의 교역을 계속하거나 유타, 오리건, 캘리포니아로 가는 개척자의 길 안내나 사냥꾼을 맡았다.
미국인은 나라의 국경을 넘어 북아메리카 특히 오리건, 캘리포니아 및 텍사스에서 확대해 나갈 권리에 대해 아무런 의문도 품지 않았다. 1840년대 중반까지 미국의 팽창주의는 ‘명백한 운명’이라는 사상으로 나타났다.

### 미국 멕시코 전쟁: 1846-48
1846년 5월 의회는 멕시코에 선전 포고했다. 멕시코는 미군의 대포 공격에 견디지 못하고, 보급품의 고갈뿐 아니라 지휘 계통의 분열로 패배를 당했다. 1848년 과달루페 이달고 조약으로 미국은 리오그란데강을 경계로 하는 텍사스주와 캘리포니아주와 뉴멕시코주를 받았다. 이후 13년간 멕시코에서 획득한 영토는 북부와 남부의 노예 제도의 확장을 둘러싼 당파적 긴장 관계를 좌우하는 것으로서 정쟁의 초점이 되었다.
미국의 서부 확장에서 가장 큰 사건은 1862년 제정된 《홈스테드법》이었다. 홈스테드법으로 개척자는 160에이커 (650,000m² = 196,625평)의 농장 부지를 공정 가격에 살 수 있었다. 그 밖에도 오리건 준주의 개척자 해방, 텍사스 혁명, 오리건 트레일의 개설, 1846년부터 1847년에 걸친 모르몬교의 유타주 이주, 1849년 캘리포니아주에서 골드러시(이 시기의 이주자를 1849년과 연결시켜 포티나이너스(Forty-niners, 49ers)를 불러왔고, 1859년 콜로라도주에서 골드러시, 1869년 5월 10일의 대륙 횡단 철도의 개통으로 이어졌다.

## 같이 보기
- 미국의 노예 제도